# Spathius beatus
Spathius beatus är en stekelart som beskrevs av Chao 1957. Spathius beatus ingår i släktet Spathius och familjen bracksteklar. Inga underarter finns listade i Catalogue of Life.